# Educació popular

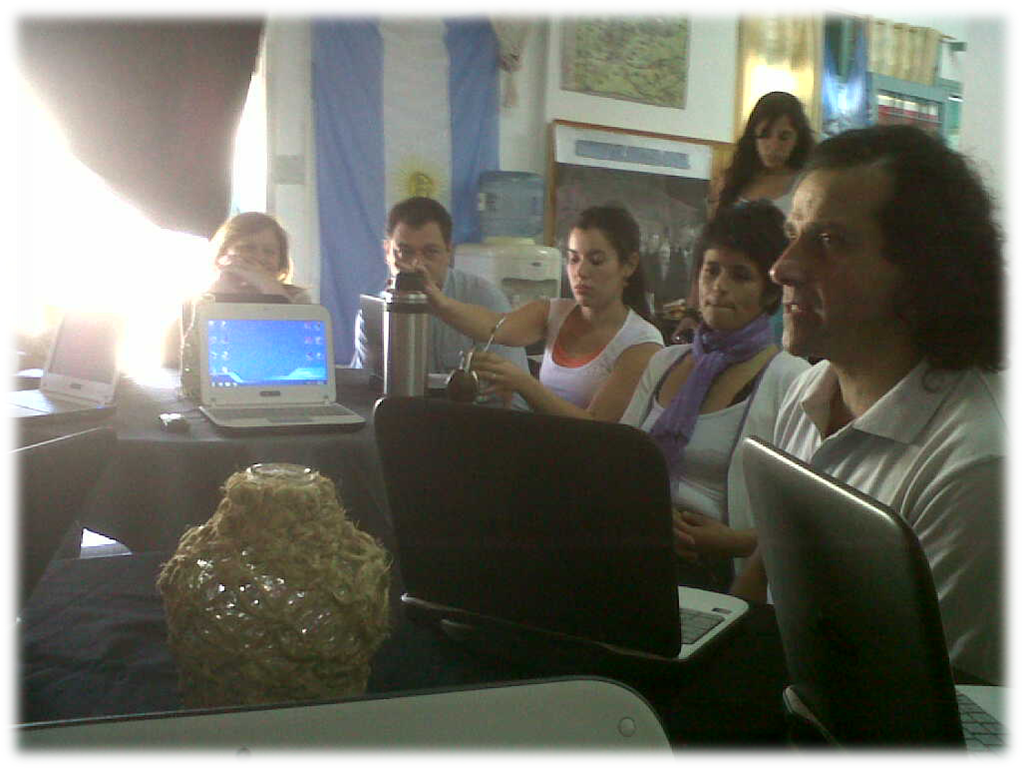
Professionals de l'educació popular, any 2012

L'Educació Popular és una tradició pedagògica que es caracteritza per la vocació de la transformació social, la relació entre educador/a i educand desenvolupant el pensament crític. És un model que trenca molt amb les pràctiques de resistència tradicionals.
La particularitat de l'educació popular és que, utilitza una teoria que conté uns continguts i mètodes que prèviament han estat elaborats dins d'uns moviments socials. Té un pensament autònom que es construeix i es reconstrueix a partir de la teoria i de l'acció, per tant, es va transformant a mesura que els subjectes es van re-configurant.
La majoria de les metodologies i les tècniques d'educació popular són un intent per construir una aproximació educativa alternativa que sigui compatible amb la justícia social. L'educació popular s'anomena 'popular' perquè la seva prioritat és treballar entre el món rural i urbà dels països del Tercer Món. Aquest procés el duu a terme un col·lectiu divers format per professionals, on el mestre i els estudiants aprenen junts des de les experiències més concretes per aportar un canvi positiu.

## Contextualització i origen
Aquesta corrent sorgeix a Sud Amèrica amb una finalitat concreta. La corrent va obtenir els seus inicis entre els anys 1950 i 1960, per ser exactes, l'Educació Popular va sorgir d'un conjunt de pràctiques que es plantejava l'Esquerra llatinoamericana a partir de la segona meitat del segle xx. Entre aquestes, es troba la Revolució Cubana al 1959 on es va desenvolupar el socialisme llatinoamericà lligat amb el millor del marxisme, que alhora, es qüestionava els dogmes que escapaven de la realitat.
En aquestes circumstàncies històriques, culturals i ideològiques van unir-se, per obtenir un enfocament comú a través de la praxis per donar la definició a l'Educació Popular.
Anteriorment, l'escola era el lloc on adquiririen tots els aprenentatges, aquests anaven lligats a uns objectius específics que s'obtenien gràcies al bon desenvolupament de certes habilitats i capacitats dels infants.
Per finalitzar, calia obtenir unes ajudes, i amb això van sorgir diferents institucions i cooperatives jurídiques o sindicals que tenien la intenció de lluitar contra les desigualtats, les exclusions i les explotacions socials per fomentar així, el principi de llibertat i igualtat davant de qualsevol situació.
L'Educació Popular a part de millorar l'educació dins l'escola, volia que la gent que no anava o que no hi havia anat mai, obtingui també aquests coneixements, així doncs, buscava la millor eina per poder-ho aconseguir, tenint en compte sempre els diferents nivells educatius i la seva gran diversitat. A banda, també es volia analitzar els factors de l'estructuració social per poder determinar la vida que tenien els subjectes per poder actuar i intervenir de la millor manera.
Cal esmentar també que després haver i analitzat les situacions socials buscant així el lligam amb les experiències viscudes, era necessari tenir una connexió amb tots els objectius, per tant, calia tenir uns propòsits reals i aportar així, millores sociocomunitaries.

## L'origen a Amèrica del Sud
L'Educació Popular es divideix en tres etapes: primerament, es troba la dècada dels 40 i 50, van ser temps marcats per la postguerra on els Estats Units es va consolidar com un estat dominant en la regió. També, van aparèixer nous organismes internacionals com l'Organització de les Nacions Unides per l'Educació, la Ciència i la Cultura (UNESCO). Les polítiques de cada nació comencen a tenir una ingerència decisiva i els governs comencen amb força a emprendre campanyes massives d'alfabetització.
Seguidament, als anys 60 i 70, van ser anys en què el model desenvolupat dels països centrals s'imposava en la zona, basant-se en la idea que els països perifèrics han de deixar de ser subdesenvolupats. Així l'educació es va tornar un element estratègic pel desenvolupament i va ser una de les formes en què els Estats Units, aconsegueix orientar la política educativa dels països en “vies de desenvolupament” i on s'expandeix la formació d'adults.
Finalment, en les dècades dels 80 i 90, amb l'arribada de les dictadures militars, les desigualtats socials eren cada cop més visibles provocant així crisi social. En l'àmbit educatiu, l'escola queda reduïda a causa d'aquesta alteració social, per tant, l'Educació Popular queda així saturada.

## L'origen a Espanya
L'Educació Popular va arribar a Espanya amb la finalitat de pal·liar d'alguna manera les necessitats de formació a les classes més desfavorides per seguir la demanda de creixement en el procés de modernització.
Els primers moviments en aquest país van passar durant els principis del segle XX iniciats per l'església amb l'ajuda d'altres xarxes associatives com van ser el moviment obrer i els moviments regionalistes amb la finalitat d'educar a la classe més treballadora. Aquest desig d'educar tenia un propòsit, integrar o incorporar des d'un punt de vista social i educatiu a la població al nou món industrial.
La formació que es posava a l'abast era àmplia en coneixements sobre la cultura bàsica, educació confessional i popularització científica i social. Per tant, aquesta educació engloba una realitat diversa i multifuncional, però a diferència d'altres països europeus, no va ser insuficient aquest intent de canvi a causa del gran adoctrinament causat pel grup dominant.

## Autors
En primer lloc tenim a Paulo Freire, va ser reconegut com el gran fundador de l'Educació Popular, també va ser un agraït educador brasiler. A banda, va ser especialment, cèlebre com a representant dels grups de les pedagogies llibertàries.
Amb tot això, Freire, també va reconèixer l'existència d'una educació hegemònica a la qual va cridar Educació Bancària, la que estableix i perpetua la situació econòmica, política i social. Aquesta educació bancària es caracteritza per ser autoritària i omnidireccional, per tant, rebutja la crítica i nega el diàleg i la reflexió. Com a resposta, sorgeix l'Educació Popular, mitjançant la qual les persones poden prendre consciència de la seva condició i transformar-la just a través del que l'educació bancària rebutja: el diàleg, la crítica i la reflexió.
Als anys 70, Paulo Freire, encara que no parlés de termes exactes d'aquesta corrent utilitzava expressions com “ educació alliberadora, educació per la llibertat, una educació conscienciada, una educació amb diàleg”, amb això, es va fer extensa gràcies a les feines dels educadors/es. Així doncs, al Brasil, es va començar a qüestionar i lluitar contra aquesta educació “ bancaria i domèstica” proposant així una educació que permet veure completament la realitat de la societat. Per altra banda, amb aquests criteris es va posar en funcionament la proposta pedagògica per aportar el pensament crític dins del món educatiu.
I, en segon lloc, es troba Joan Bosco Arxivat 2018-05-05 a Wayback Machine., més conegut com a Don Bosco. Va ser un sacerdot, educador i escriptor italià. Va promoure associació d'exalumnes Salesians, també va posar en marxa un sistema pedagògic per la formació dels infants i joves, i per acabar, va promoure la construcció d'obres educatives al servei de la joventut més necessitada de la societat; amb això va posar en pràctica l'Educació Popular com intent de superació i formació d'aquest alumnat sempre a través del món eclesiàstic.

## L'Educació Popular en l'actualitat
Fa una vintena d'anys, es va crear la “Popular Education Network (PEN). És una xarxa de contactes entre professors universitaris i investigadors on es comparteix la visió radical i socialista sobre el significat i la raó de ser del seu treball. Aquesta xarxa té una principal funció que és la de defendre l'educació, recolzant un sentit de solidaritat i de bé comú entre els acadèmics compromesos.
L'Educació Popular és el posicionament sense ambigüitats al costat d'uns interessos socials, es tracta d'impugnar la desigualtat, l'exclusió i la discriminació, d'ésser part a la lluita més ampla per la democràcia i la justícia social.
La PEN és una xarxa informal i internacional de caràcter popular (i no populista) perquè:
- S'enrola als interessos reals i en les lluites de la gent
- És obertament una crítica política al statu quo
- Es compromet cap a un progressiu canvi polític i social

Segueix aquestes característiques generals:
- El seu currículum emergeix des de les experiències i els materials concrets de les persones que componen les comunitats en resistència i lluita.
- La seva pedagogia és col·lectiva, enfocada al grup, es distingeix de l'enfocament d'aprenentatge i desenvolupament individual.
- Busca construir un enllaç directe entre l'educació i l'acció social. Arxivat 2018-05-05 a Wayback Machine.

El propòsit que té la “Xarxa d'Educació Popular” a curt termini és poder reunir als professors universitaris i als investigadors perquè tinguin un interès i un compromís amb l'educació, i forjar enllaços actius i de solidaritat a nivells nacionals i internacionals. A llarg termini però, la xarxa busca catalitzar l'acció enllaçant activistes locals, treballadors i acadèmics; produir i proveir recursos educatius per a i per una acció social i política; reafirmar i revigoritzar el paper de l'educació d'adults com a part integrant dels moviments socials. Arxivat 2018-05-05 a Wayback Machine.